# Pavoraja
A Pavoraja a porcos halak (Chondrichthyes) osztályának rájaalakúak (Rajiformes) rendjébe, ezen belül az Arhynchobatidae családjába tartozó nem.

## Tudnivalók
Ebben a porcoshal-nemben három faj az Indiai-óceán keleti határán, míg a másik három faj a Csendes-óceán nyugati határán fordul elő. A Pavoraja nembéli ráják fajtól függően 28-37 centiméteresek.

## Rendszerezés
A nembe az alábbi 6 élő faj tartozik:
- Pavoraja alleni McEachran & Fechhelm, 1982
- Pavoraja arenaria Last, Mallick & Yearsley, 2008
- Pavoraja mosaica Last, Mallick & Yearsley, 2008
- Pavoraja nitida (Günther, 1880) - típusfaj
- Pavoraja pseudonitida Last, Mallick & Yearsley, 2008
- Pavoraja umbrosa Last, Mallick & Yearsley, 2008